# Honda Transalp
Honda Transalp – motocykl marki Honda, kategoria turystyczne enduro, produkowany w różnych generacjach od roku 1987 do 2012.
Model XL600V produkowany był w latach 1987-1999. 
Produkcja w latach 1987 do 1996 odbywała się w Japonii (wersja PD06), natomiast w latach 1997 do 1999 we Włoszech (wersja PD10).
Jego następcą jest model XL650V, a następnie XL700V

## Dane techniczne

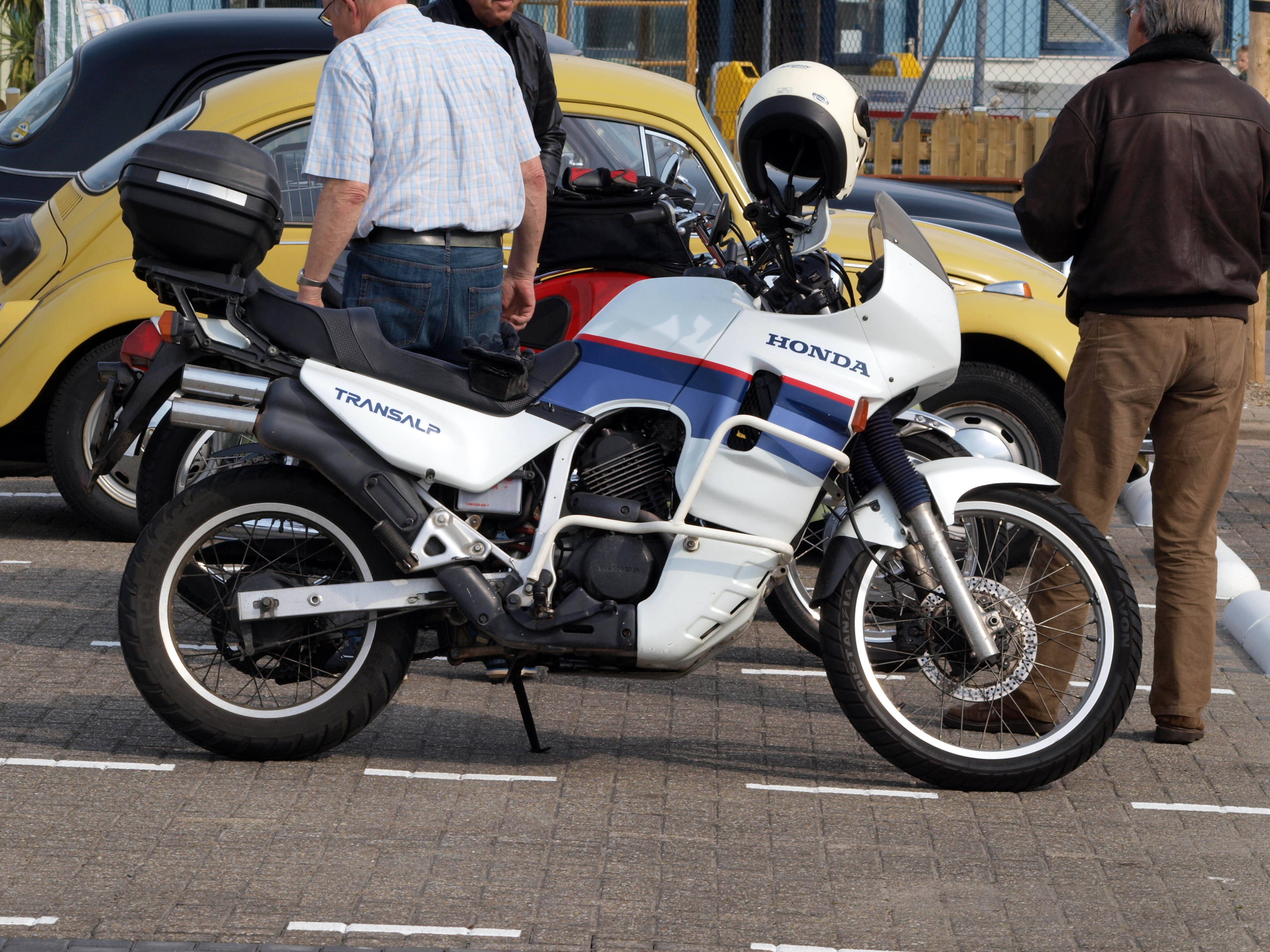
Honda XL600V PD06

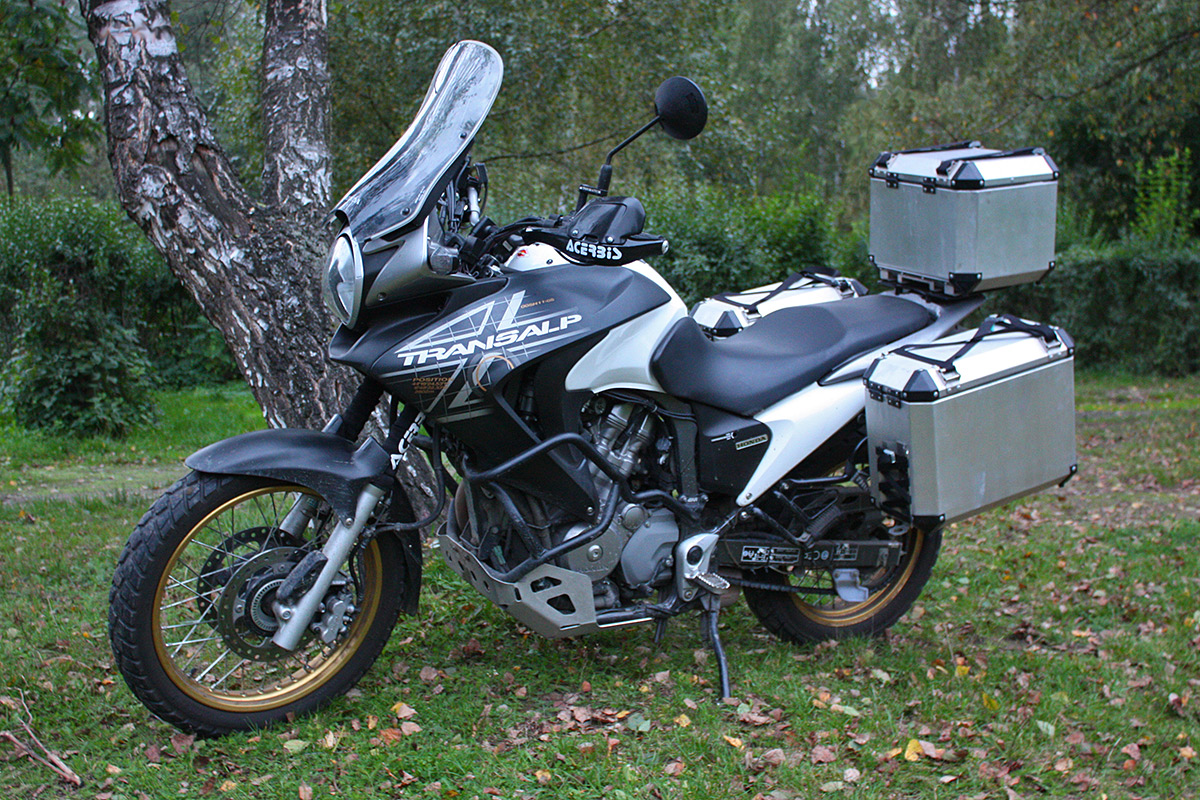
Honda XL700V RD15 2011

- Typ silnika: Chłodzony cieczą, 4-suwowy, 2-cylindrowy, układ V
- Pojemność: 583 cm³
- Średnica x skok tłoka: 75 × 66 mm
- Stopień sprężania: 9.2 : 1
- Układ zasilania: dwa gaźniki
- Maks. moc: 37 kW / 8000 obr./min (50 KM)
- Maks. moment obrotowy (Nm / obr): 56 Nm / 6000 obr./min
- Układ zapłonowy:
- Rozrusznik: Elektryczny
- Skrzynia biegów: 5-biegowa
- Przeniesienie napędu: Łańcuch O-Ring
- Wymiary (dł. x szer. x wys.): 2265 × 905 x 1300 mm
- Rozstaw osi: 1505 mm
- Wysokość siedzenia: 850 mm
- Prześwit:
-225 mm (1987-1988)
-200 mm (1989-1990)
-195 mm (1991-1999)
- Pojemność zbiornika paliwa: 18 litrów
- Masa pojazdu w stanie suchym [kg]:
- 175 (1987-1988)
- 183 (1989-1996)
- 189 (1997-1999)
- Koło przednie: 1.85 × 21 cali, aluminiowa obręcz, 36 szprych ocynkowanych
- Koło tylne: 2.50 × 17 cali, aluminiowa obręcz, 36 (1987 - 1989) lub 32 (1990 - 1999) szprychy ocynkowane
- Opona przednia: 90/90-21 54S
- Opona tylna: 120/90-17 65S
- Zawieszenie przednie: 41-milimetrowy widelec
- Zawieszenie tylne: układ Pro-Link
- Hamulce przednie:
– pojedynczy tarczowy 276mm, zaciski 2-tłoczkowe (do roku 1996)
- podwójny tarczowy 256mm, zaciski 2-tłoczkowe (1997 – 1999)
- Hamulce tylne:
- bębnowe (1987 – 1989)
- tarczowe 240x5 mm, zaciski 1-tłoczkowe (1990 – 1999)

## Honda XL650V Transalp
Model XL650V produkowany był w latach 2000 – 2006. Jego poprzednikiem był model XL600V, a następcą był model XL700V. Produkcja w latach 2000 i 2001 odbywała się we Włoszech (wersja RD10), natomiast w latach 2002 do 2006 w Hiszpanii (wersja RD11).

### Dane techniczne
- Typ silnika: Chłodzony cieczą, 4-suwowy, 2-cylindrowy, układ V
- Pojemność: 647 cm³
- Średnica x skok tłoka: 79 × 66 mm
- Stopień sprężania: 9,2:1
- Układ zasilania: dwa gaźniki
- Maks. moc: 39 kW / 7500 obr./min (53 KM)
- Maks. moment obrotowy (Nm / obr): 55 Nm / 5000 obr./min
- Układ zapłonowy:
- Rozrusznik: Elektryczny
- Skrzynia biegów: 5-biegowa
- Przeniesienie napędu: Łańcuch O-Ring
- Wymiary (dł. x szer. x wys.): 2260 × 920 x 1315 mm
- Rozstaw osi: 1505
- Wysokość siedzenia:
- Prześwit:
- Pojemność zbiornika paliwa: 19 litrów
- Masa pojazdu w stanie suchym: 191 kg
- Koło przednie: 21 cali, aluminiowa obręcz i szprychy ze stali nierdzewnej
- Koło tylne: 17 cali, aluminiowa obręcz i szprychy ze stali nierdzewnej
- Opona przednia: 90/90 R21
- Opona tylna: 120/90 R17
- Zawieszenie przednie: 41-milimetrowy widelec, skok 200 mm
- Zawieszenie tylne: układ Pro-Link z regulacją siły dobicia, skok 172 mm
- Hamulce przednie: podwójny tarczowy 256x4mm, zaciski 2-tłoczkowe
- Hamulce tylne: tarczowe 240x5 mm, zaciski 1-tłoczkowe

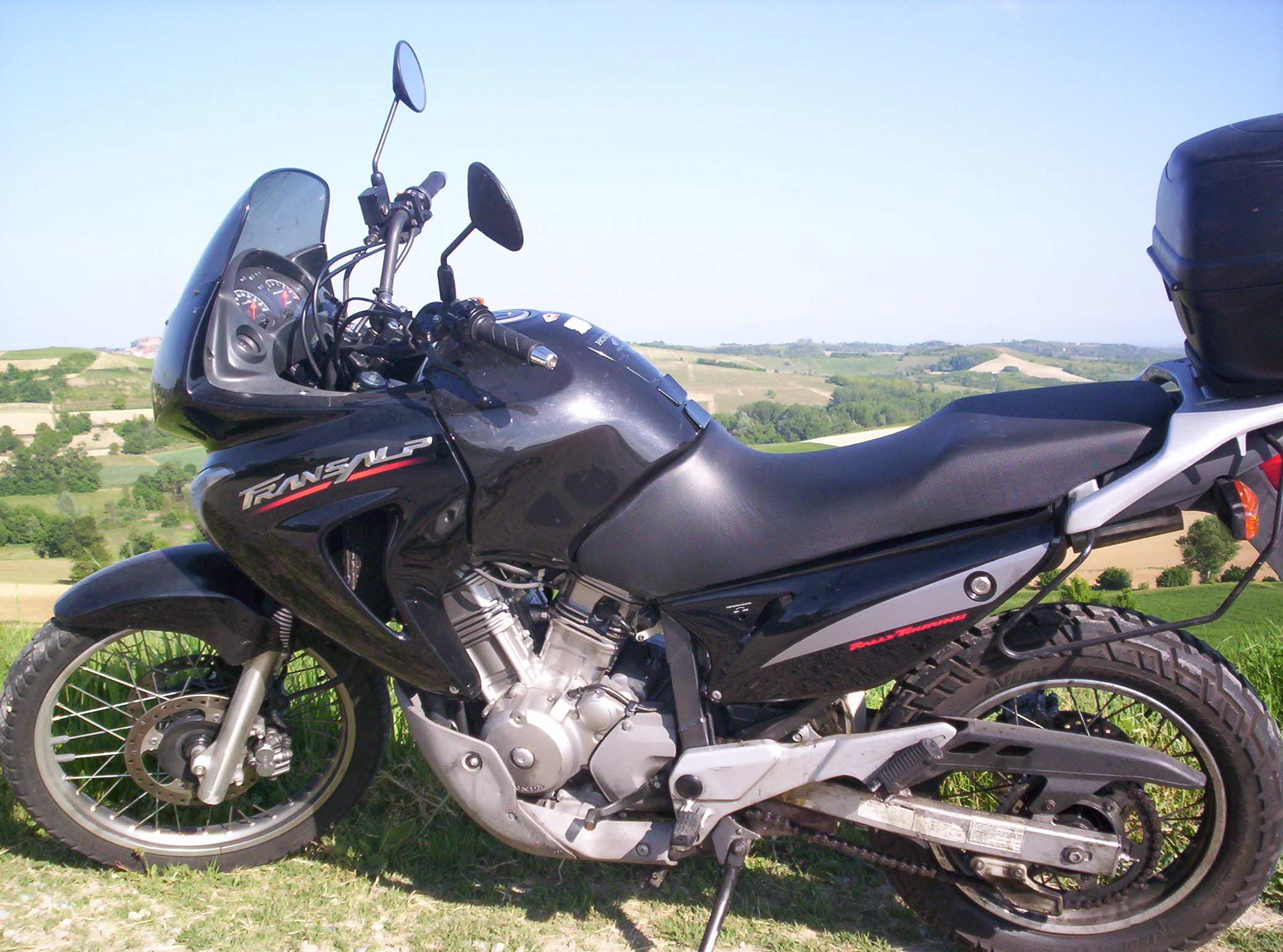
Honda XL650V RD11

## Honda XL700V Transalp
Model XL700V produkowany był od roku 2008 do 2012. Jego poprzednikiem był model XL650V.

### Dane techniczne
- Typ silnika: chłodzony cieczą, 2-cylindrowy, widlasty 52°, 4-suwowy, 8-zaworowy, SOHC
- Rama: Stalowa, kołyskowa (w połowie podwójna), profile zamknięte
- Pojemność: 680 cm³
- Średnica x skok tłoka: 81 × 66 mm
- Stopień sprężania: 10:1
- Układ zasilania: elektroniczny wtrysk paliwa PGM-FI
- Maks. moc: 44 kW / 7750 obr./min (60 KM)
- Maks. moment obrotowy (Nm / obr): 60 Nm / 6000 obr./min
- Rozrusznik: Elektryczny
- Skrzynia biegów: 5-biegowa
  - Przełożenie wstępne: 1.763 (67/38)
  - Przełożenie biegu 1: 2.500 (35/14)
  - Przełożenie biegu 2: 1.722 (31/18)
  - Przełożenie biegu 3: 1.333 (28/21)
  - Przełożenie biegu 4: 1.111 (30/27)
  - Przełożenie biegu 5: 0.961 (25/26)
  - Przełożenie końcowe: 3.133 (47/15)
- Przeniesienie napędu: Łańcuch O-Ring
- Wymiary (dł. x szer. x wys.): 2255 × 905 x 1305 mm
- Rozstaw osi: 1515
- Kąt nachylenia główki ramy: 28° 23'
- Promień skrętu: 2 m
- Wysokość siedzenia: 841
- Prześwit: 177 mm
- Pojemność zbiornika paliwa: 17 litrów
- Masa pojazdu w stanie suchym: 200 kg (CBS/ABS: +5 kg)
- Dopuszczalna masa całkowita: 419 kg
- Koło przednie: 19 cali
- Koło tylne: 17 cali
- Opona przednia: 100/90-19M/C (57H)
- Opona tylna: 130/80-17M/C (65H)
- Zawieszenie przednie: 41 mm widelec teleskopowy, skok 177 mm
- Zawieszenie tylne: Wahacz wleczony Pro-Link, amortyzator z regulacją siły dobicia, skok 173 mm
- Hamulce przednie: 256 × 4 mm, podwójny tarczowy, 2-tłoczkowy (*3-tłoczkowy CBS), *ABS
- Hamulce tylne: 240 × 6 mm, pojedynczy tarczowy, jednotłoczkowy (*CBS), *ABS
- Prędkość maksymalna: 172 km/h